# Никюп
Никюп е село в Северна България. То се намира в община Велико Търново, област Велико Търново. От 2011 кметски наместник в селото е Йорданка Атанасова.

## География
Село Никюп се намира в предпланински район, централната част на Дунавската равнина. Наблизо тече река Росица.
Климат – умерено-континентален. Почви – плодороден чернозем. Благоприятни условия за отглеждане на зеленчуци и плодове. Селото е известно в региона с отглеждането на качествени дини. В миналото, дините са били от местен сорт с тънки кори, който за жалост днес е изгубен.

## История
Останките от античния римски град Никополис ад Иструм („Град на победата при Дунава“) се намират на 3 км от село Никюп, на 18 км северно от старата българска столица Велико Търново. 
Първите писмени сведения за селото датират от XV век. Източник на тази информация са стари турски данъчни регистри. Селото е било разположено около римския град, като през 1789 – 90 г. вероятно настъпва преместване на село Никюп на сегашното му място на около 2.5 километра западно от средновековното му местонахождение.
Потребителска кооперация „Пробуда“ е основана през 1915 година. В селото се учредява ТКЗС „Димитровски завети“ през 1945 г.

## Население
Численост на населението според преброяванията през годините:
| \| Година на преброяване \| Численост \| \| --------------------- \| --------- \| \| 1934 \| 1776 \| \| 1946 \| 1813 \| \| 1956 \| 1689 \| \| 1965 \| 1424 \| \| 1975 \| 1044 \| \| 1985 \| 805 \| \| 1992 \| 669 \| \| 2001 \| 519 \| \| 2011 \| 365 \| \| 2021 \| 332 \| |           |
| Година на преброяване | Численост |
| 1934 | 1776      |
| 1946 | 1813      |
| 1956 | 1689      |
| 1965 | 1424      |
| 1975 | 1044      |
| 1985 | 805       |
| 1992 | 669       |
| 2001 | 519       |
| 2011 | 365       |
| 2021 | 332       |

### Етнически състав
Преброяване на населението през 2011 г.
Численост и дял на етническите групи според преброяването на населението през 2011 г.:
|                     | Численост | Дял (в %) |
| Общо                | 365       | 100.00    |
| Българи             | 307       | 84.10     |
| Турци               | 25        | 6.84      |
| Цигани              | 0         | 0.00      |
| Други               | 7         | 1.91      |
| Не се самоопределят | 1         | 0.27      |
| Неотговорили        | 25        | 6.84      |

## Религии
Населението на селото в преобладаващата си част е източноправославно.
- Православен храм „Света Параскева“

## Културни и природни забележителности
Лапидариум с археологически находки от древно-римското селище Никополис ад Иструм има в Никюп. В музея на открито са събрани няколко колони, капаци на саркофази, мраморни части от сгради, които дават богата информация за архитектурата по онова време.
В центъра на селото се намира паметник на загиналите никюпени във всички войни.

### Училище
Първото училище в Никюп е основано през 1884 година. Училището се помещава в църковната килия. Първи учител е Йордан Георгиев Чолаков. Следващите преподаватели в селото са: Тодор Георгиев Минчев и Сава Парапанов от с. Тенча.

### Народно читалище „Зора“
Народно читалище „Зора“ е основано през 1899 г. по инициатива на будния учител Стефан Беливанов от Лясковец. Формират се първите културни формации. Първите пиеси, които се изнасят са „Геновева“, по-късно „Ильо Войвода“, „Хъшове“ и др. През 1932 година се построява нова по-голяма Читалищна сграда.

## Редовни събития
„Фестивал на динята“ – провежда се първата събота на месец август.
Античен римски фестивал „Нике – играта и победата“ – провежда се последната събота и неделя на месец май.
Храмов празник – „Петковден“, 14 октомври.
Съборът на селото се празнува всяка последна неделя от месец октомври. Разминаването се е получило от разликата в юлианския и григорианския календар.

## Спорт
- ФК Вихър – Никюп – не съществува от 1986 г.
- ФК „Олимпиакос Никюп 2018“

## Личности
- Станчо Чолаков, министър на народното просвещение (1944 – 1945), министър на финансите (1945 – 1946), управител на БНБ (1946)

## Други
Морският нос Никюп на полуостров Тринити в Антарктика е наименуван в чест на селището.
От 2019г с. Никюп е побратимено със село Ондувил, Северна Нормандия